# Kapalo Koto (Nan Sabaris)
Kapalo Koto is een bestuurslaag in het regentschap Padang Pariaman van de provincie West-Sumatra, Indonesië. Kapalo Koto telt 1346 inwoners (volkstelling 2010).